# Amore tragico
Amore tragico è un mediometraggio muto italiano del 1916 diretto da Giuseppe Pinto.